# Chertsey Bridge

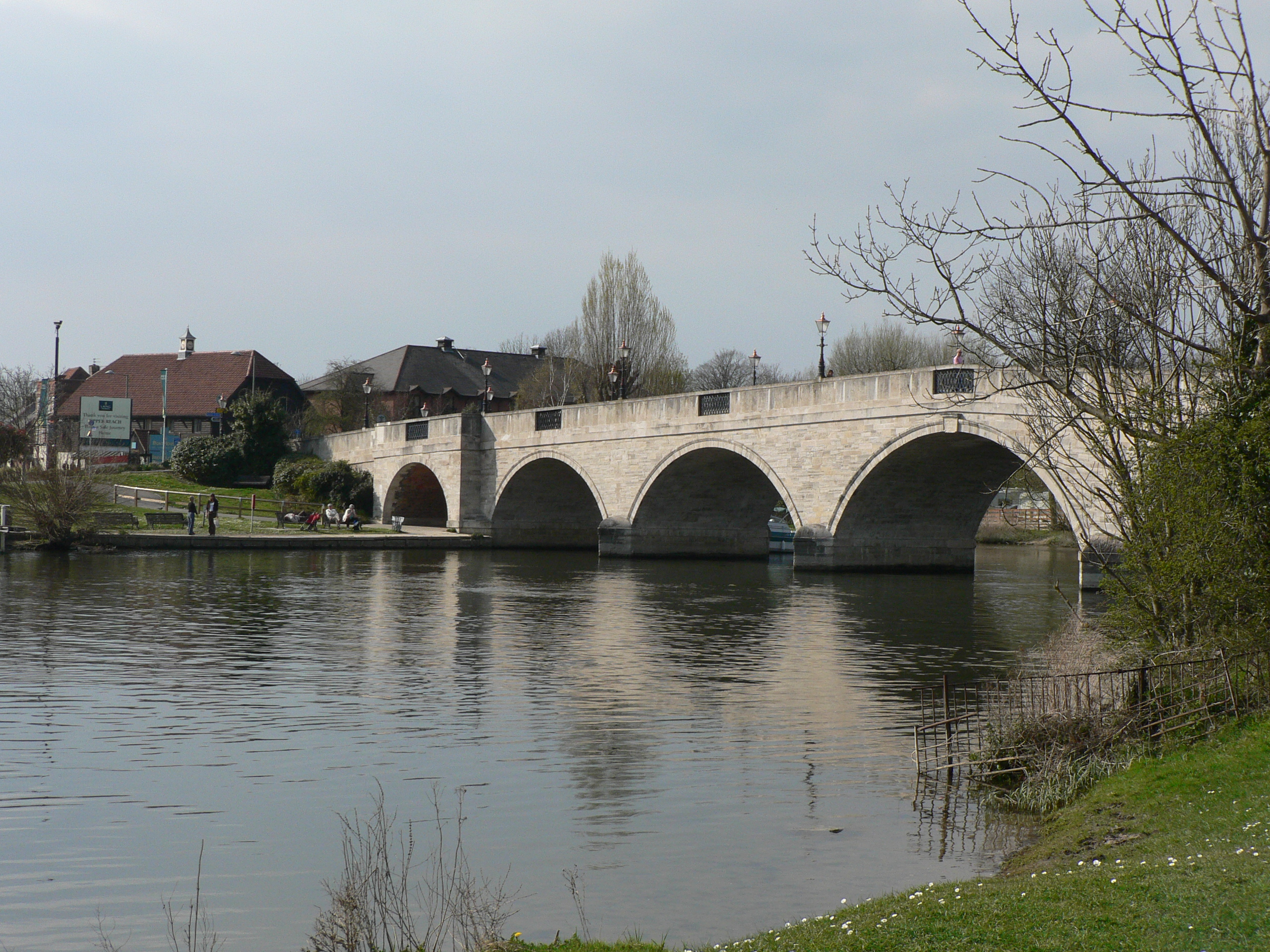
Chertsey Bridge

Chertsey Bridge ist eine Straßenbrücke über die Themse in England und verbindet Chertsey, Surrey mit niedrig gelegenen Viehweiden in Shepperton, Middlesex. Sie liegt stromabwärts der Autobahnbrücke der M3 und in Sichtweite der Schleuse Chertsey Lock. Unterhalb der Chertsey Bridge folgt die Schleuse Shepperton Lock.
Die siebenbogige Brücke aus weißem Naturstein wurde von James Paine entworfen und von 1783 bis 1785 erbaut; sie wurde von English Heritage im Grade–II* als Baudenkmal gelistet. Sie gilt als eine der schönsten Themsebrücken, vergleichbar der Richmond Bridge und Maidenhead Railway Bridge. Stromauf auf dem Ostufer ist Laleham Park und auf der westlichen, nach Chertsey gelegenen Seite, ist Abbey Chase House zu finden.
Am südöstlichen Brückenkopf befindet sich ein gusseiserner Pfeiler mit Fries und Kapitell aus dem 19. Jahrhundert, ein Coal Tax Post mit vorne angebrachtem Wappen der City of London. Die Säule – eine von etwa 250, die 1851 im Umkreis von 20 Meilen rund um London aufgestellt wurden – zeigten an, ab wo Steuern auf Wein und Kohle an London gezahlt werden mussten. Sie ist im Grade II eingestuft.

## Nachweise
1. ↑  H. J. M. Stratton, B. F. J. Pardoe: The history of Chertsey Bridge auf archaeologydataservice.ac.uk
2. ↑  Archivierte Kopie (Memento vom 29. September 2007 im Internet Archive), abgerufen am 8. April 2024.

Koordinaten: 51° 23′ 20″ N, 0° 29′ 11″ W